# РВК-258
РВК-258 — рейдовий водолазний катер  Військово-морських сил України з місцем базування на ВМБ "Південь". 
Має бортовий номер А724.

## Історія
Даний катер під початковою назвою "ВРД-258" був побудований в Ярославлі на ССЗ №345 в 1968 році (заводський номер №516), вступив до складу Чорноморського флоту. Входив до складу 217-го екіпажу консервації 21-го дивізіону кораблів резерву 116-ї Червонопрапорної бригади річкових кораблів Чорноморського флоту. 31.12.1977 р катер був перейменований в "РВК-258". У травні 1985 р зі складу 217-го екіпажу консервації був переведений в 70-у групу суден забезпечення. Згідно розділу Чорноморського флоту 1997 р. відійшов українській стороні, де отримав бортовий "U724", з базуванням в Одесі. З 2017 року, в рамках реформи, отримав бортовий номер А724.

## ТТХ
- Водотоннажність: 38 т.
- Розміри: довжина - 21 м, ширина - 3,98 м, осадка - 1,31 м.
- Швидкість повного ходу: 10,4 вузлів.
- Дальність плавання: 300 миль.
- Силова установка: дизельна, 1 дизель 3Д6 на 150 к.с.
- Озброєння: відсутнє.
- Спеціальне спорядження: катері присутні 2 водолазні станції, водолазний компресор ВК-25-Д1, а також декомпресійна камера типу КРУ-I.
- Екіпаж: 13 осіб.